# Petro Stupakow
Petro Ołeksijowycz Stupakow, ukr. Петро Олексійович Ступаков, ros. Петр Алексеевич Ступаков, Piotr Aleksiejewicz Stupakow (ur. 1917 w Jekaterynosławiu, zm. 1988 w Moskwie) – ukraiński piłkarz, grający na pozycji napastnika, trener piłkarski.

## Kariera piłkarska

### Kariera klubowa
W 1933 rozpoczął karierę piłkarską w drużynie juniorskiej Stal Dniepropetrowsk. Następnie w latach 1935–1938 występował w zespole Dynamo Dniepropetrowsk, po czym powrócił do Stali. W 1940 bronił barw Metałłurga Moskwa, a w 1941 Profsojuzy-1 Moskwa. W okresie wojennym występował w klubach Torpedo Moskwa i Krylja Sowietow Moskwa. Od 1945 grał w klubach Charczowyk Odessa, Piszczewik Moskwa i Metałurh Dniepropetrowsk. W 1950 zakończył karierę piłkarską w klubie Bolszewik Stalinabad.

## Kariera trenerska
Po zakończeniu kariery zawodniczej w latach 1951–1953 pracował w strukturach towarzystw sportowych związków zawodowych, a od 1954 trenował kluby Burevestnik Kiszyniów, Charczowyk Odessa, Daugava Ryga, Awanhard Charków (asystent), Trud Nogińsk, Cemient Noworosyjsk, Rubin Kazań (dyrektor), Spartak Biełgorod, Zoria Ługańsk, Maszuk Piatigorsk, Metałurh Zaporoże, Salut Biełgorod i Rodina Chimki. W latach 80. XX wieku pracował w Federacji Piłki Nożnej ZSRR. W latach 1981–1988 obejmował również stanowisko przewodniczącego Dobrowolnego Sportowego Towarzystwa "Trud". W 1988 zmarł w wieku 71 lat.

## Sukcesy i odznaczenia

### Sukcesy trenerskie
- mistrz Pierwszej ligi ZSRR: 1955
- mistrz Drugiej ligi ZSRR: 1968

### Odznaczenia
- tytuł Zasłużonego Trenera Sportu Mołdawskiej SRR: 1956
- tytuł Zasłużonego Trenera Sportu Rosyjskiej FSRR: 1969